# 秭帰県
秭帰県（しき-けん）は中華人民共和国湖北省宜昌市に位置する県。

## 行政区画
- 鎮:茅坪鎮、帰州鎮、屈原鎮、沙鎮渓鎮、両河口鎮、郭家壩鎮、楊林橋鎮、九畹渓鎮

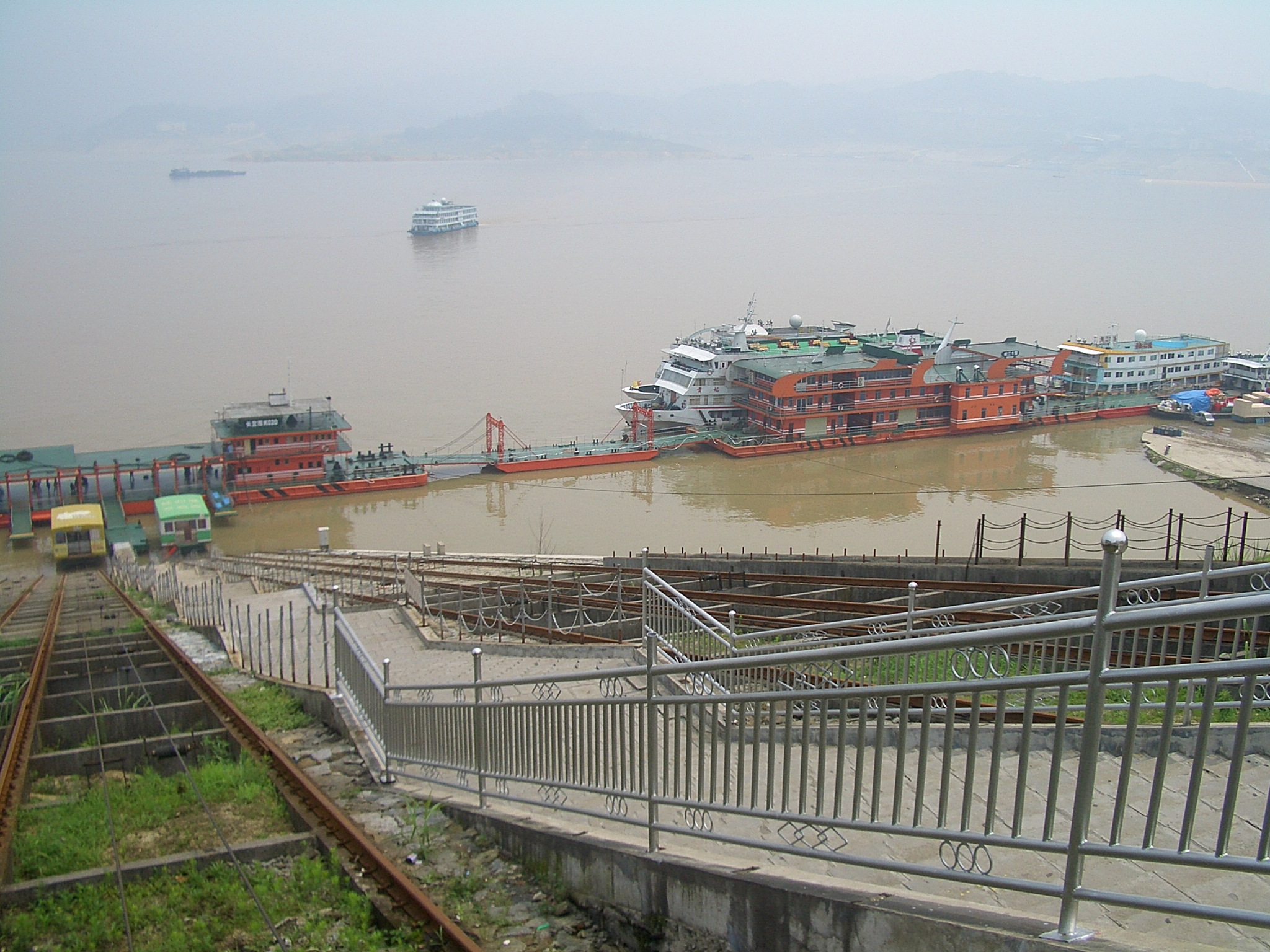
茅坪鎮の長江沿いの港湾。対岸は夷陵区太平渓鎮

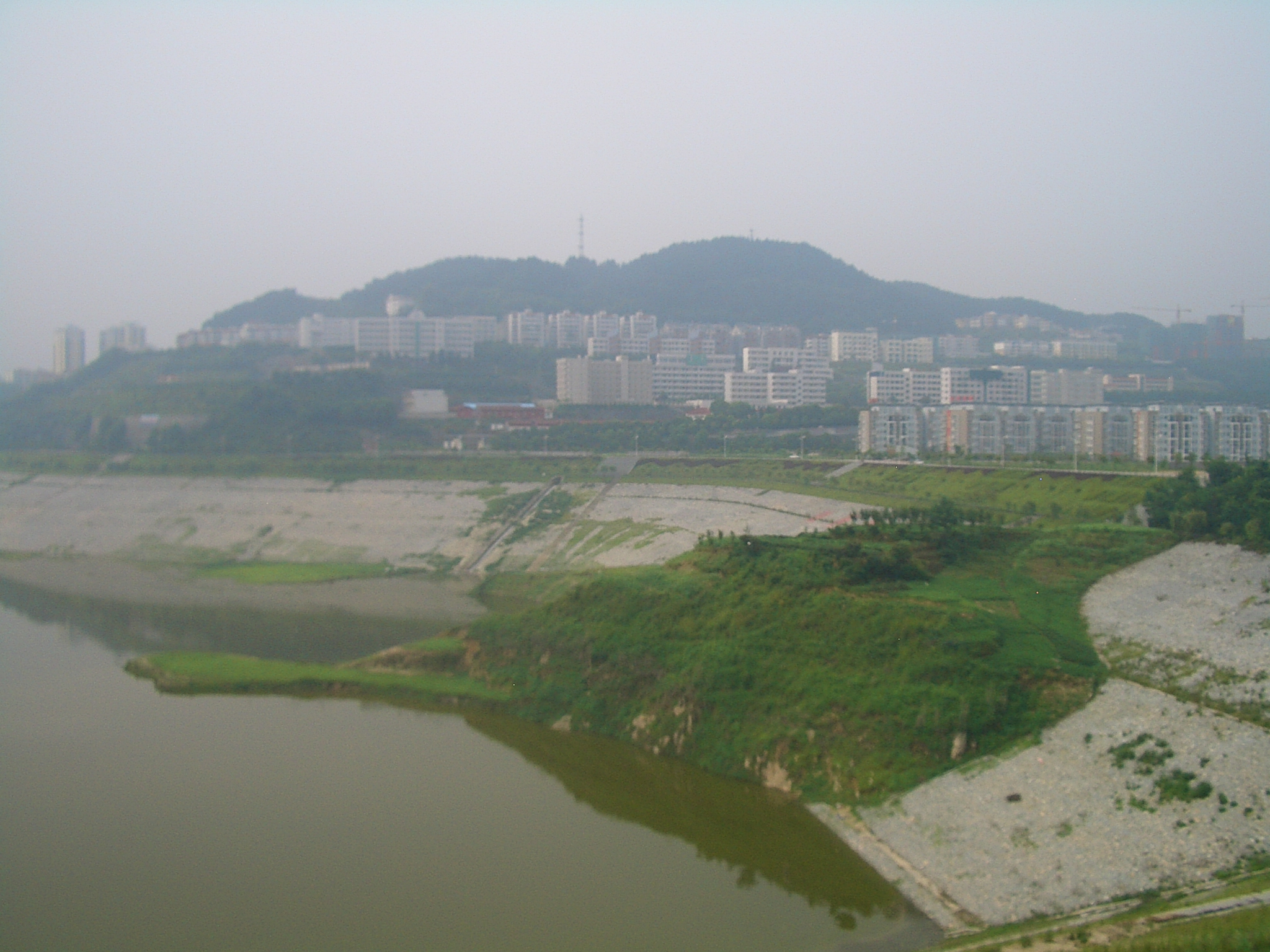
三峡ダムのすぐ上流にある茅坪鎮の新市街（旧市街が水没された）。秭帰県政府もダムの建設を期に帰州鎮から移転してきた

- 郷:水田壩郷、泄灘郷、梅家河郷、磨坪郷